# Nuoto ai campionati europei di nuoto 2022 - 200 metri dorso maschili
La gara dei 200 metri dorso maschili dei campionati europei di nuoto 2022 si è svolta il 12 e il 13 agosto 2022. Al mattino del 12 agosto si sono svolte le batterie e nel pomeriggio le semifinali, mentre la finale si è disputata nel pomeriggio del 13 agosto.

## Podio
| Pos.    | Atleta               | Nazione       |
| ------- | -------------------- | ------------- |
| Oro     | Yohann Ndoye-Brouard | Francia       |
| Argento | Benedek Kovács       | Ungheria      |
| Bronzo  | Luke Greenbank       | Gran Bretagna |

## Record
Prima della manifestazione il record del mondo (RM), il record europeo (EU) e il record dei campionati (RC) erano i seguenti.
|  | 1'51"92 | Aaron Peirsol | 31 luglio 2009 Roma   |
|  | 1'53"23 | Evgenij Rylov | 8 aprile 2021 Kazan'  |
|  | 1'53"36 | Evgenij Rylov | 8 agosto 2018 Glasgow |

Durante la competizione non sono stati migliorati record.

## Risultati

### Batterie
| Pos. | Batteria | Corsia | Atleta                 | Nazionalità | Tempo        | Note |
| ---- | -------- | ------ | ---------------------- | ----------- | ------------ | ---- |
| 1    | 3        | 3      | Yohann Ndoye-Brouard   | Francia     | 1'56"70      | Q    |
| 2    | 1        | 6      | Benedek Kovács         | Ungheria    | 1'56"81      | Q    |
| 3    | 1        | 5      | Mewen Tomac            | Francia     | 1'57"51      | Q    |
| 4    | 3        | 4      | Luke Greenbank         | Regno Unito | 1'57"81      | Q    |
| 5    | 2        | 2      | Hubert Kós             | Ungheria    | 1'58"15      | Q    |
| 6    | 2        | 3      | Antoine Herlem         | Francia     | 1'58"22      |      |
| 7    | 1        | 2      | João Costa             | Portogallo  | 1'58"68      | Q    |
| 8    | 2        | 4      | Ádám Telegdy           | Ungheria    | 1'58"88      |      |
| 9    | 3        | 7      | Apostolos Siskos       | Grecia      | 1'58"99      | Q    |
| 10   | 1        | 7      | David Gerchik          | Israele     | 1'59"13      | Q    |
| 11   | 3        | 2      | Lorenzo Mora           | Italia      | 1'59"18      | Q    |
| 12   | 2        | 5      | Nicolás García         | Spagna      | 1'59"46      | Q    |
| 13   | 1        | 3      | Matteo Restivo         | Italia      | 1'59"62      | Q    |
| 14   | 3        | 1      | Primož Šenica Pavletič | Slovenia    | 1'59"76      | Q    |
| 15   | 1        | 4      | Brodie Williams        | Regno Unito | 1'59"89      | Q    |
| 16   | 3        | 5      | Roman Mityukov         | Svizzera    | 2'00"29      | Q    |
| 17   | 3        | 6      | Jan Čejka              | Rep. Ceca   | 2'00"86      | Q    |
| 18   | 2        | 6      | Francisco Santos       | Portogallo  | 2'00"88      | Q    |
| 19   | 1        | 8      | Diego Mira             | Spagna      | 2'01"06      |      |
| 20   | 2        | 7      | Kaloyan Levterov       | Bulgaria    | 2'01"16      |      |
| 21   | 3        | 8      | Vadym Naumenko         | Ucraina     | 2'01"55      |      |
| 22   | 2        | 8      | Anže Ferš Eržen        | Slovenia    | 2'01"99      |      |
| 23   | 1        | 1      | Erikas Grigaitis       | Lituania    | 2'02"06      |      |
| 24   | 2        | 0      | Jonathon Marshall      | Regno Unito | 2'02"78      |      |
| 25   | 3        | 0      | Inbar Danziger         | Israele     | 2'03"48      |      |
| 26   | 2        | 1      | Émilien Mattenet       | Francia     | 2'03"52      |      |
| 27   | 3        | 9      | Zhulian Lavdaniti      | Albania     | 2'08"30      |      |
| 28   | 1        | 0      | Adam Maraana           | Israele     | 2'08"88      |      |
| 29   | 1        | 9      | Kevin Shkurti          | Albania     | 2'24"87      |      |
| DSQ  | 6        | 0      | Michał Chmielewski     | Polonia     | Squalificato |      |

### Semifinali

#### Semifinale 1
| Pos. | Corsia | Atleta                 | Nazionalità | Tempo   | Note |
| ---- | ------ | ---------------------- | ----------- | ------- | ---- |
| 1    | 1      | Roman Mityukov         | Svizzera    | 1'56"22 | Q    |
| 2    | 5      | Luke Greenbank         | Regno Unito | 1'57"07 | Q    |
| 3    | 4      | Benedek Kovács         | Ungheria    | 1'57"83 | Q    |
| 4    | 2      | Nicolás García         | Spagna      | 1'58"68 |      |
| 5    | 3      | João Costa             | Portogallo  | 1'58"96 |      |
| 6    | 7      | Primož Šenica Pavletič | Slovenia    | 1'59"66 |      |
| 7    | 6      | David Gerchik          | Israele     | 2'00"26 |      |
| 8    | 8      | Francisco Santos       | Portogallo  | 2'00"73 |      |

#### Semifinale 2
| Pos. | Corsia | Atleta               | Nazionalità | Tempo   | Note |
| ---- | ------ | -------------------- | ----------- | ------- | ---- |
| 1    | 4      | Yohann Ndoye-Brouard | Francia     | 1'56"39 | Q    |
| 2    | 2      | Lorenzo Mora         | Italia      | 1'57"62 | Q    |
| 3    | 3      | Hubert Kós           | Ungheria    | 1'57"68 | Q    |
| 4    | 7      | Matteo Restivo       | Italia      | 1'58"20 | Q    |
| 5    | 5      | Mewen Tomac          | Francia     | 1'58"24 | Q    |
| 6    | 6      | Apostolos Siskos     | Grecia      | 1'58"66 |      |
| 7    | 1      | Brodie Williams      | Regno Unito | 1'59"69 |      |
| 8    | 8      | Jan Čejka            | Rep. Ceca   | 2'00"29 |      |

### Finale
| Pos. | Corsia | Atleta               | Nazionalità | Tempo   | Note |
| ---- | ------ | -------------------- | ----------- | ------- | ---- |
|      | 5      | Yohann Ndoye-Brouard | Francia     | 1'55"62 |      |
|      | 7      | Benedek Kovács       | Ungheria    | 1'56"03 |      |
|      | 3      | Luke Greenbank       | Regno Unito | 1'56"15 |      |
| 4    | 4      | Roman Mityukov       | Svizzera    | 1'56"45 |      |
| 5    | 1      | Matteo Restivo       | Italia      | 1'57"30 |      |
| 6    | 6      | Lorenzo Mora         | Italia      | 1'57"43 |      |
| 7    | 8      | Mewen Tomac          | Francia     | 1'57"71 |      |
| 8    | 2      | Hubert Kós           | Ungheria    | 1'57"84 |      |